# Birgit Lundström

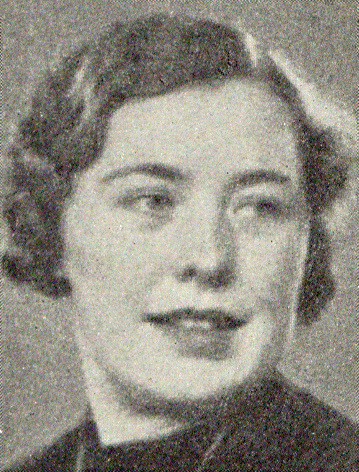
Birgit Lundström in den 1930ern

Birgit Lundström (Birgit Evelyn Lundström, verheiratete Nyhed; * 30. September 1911 in Vallkärra, Lund; † 4. Mai 2007 in Lidingö) war eine schwedische Diskuswerferin.
Bei den Olympischen Spielen 1936 in Berlin wurde sie Sechste und bei den Leichtathletik-Europameisterschaften 1938 Vierte. 
Ihre persönliche Bestleistung von 44,38 m stellte sie am 2. Oktober 1938 in Malmö auf.